# Черепний індекс

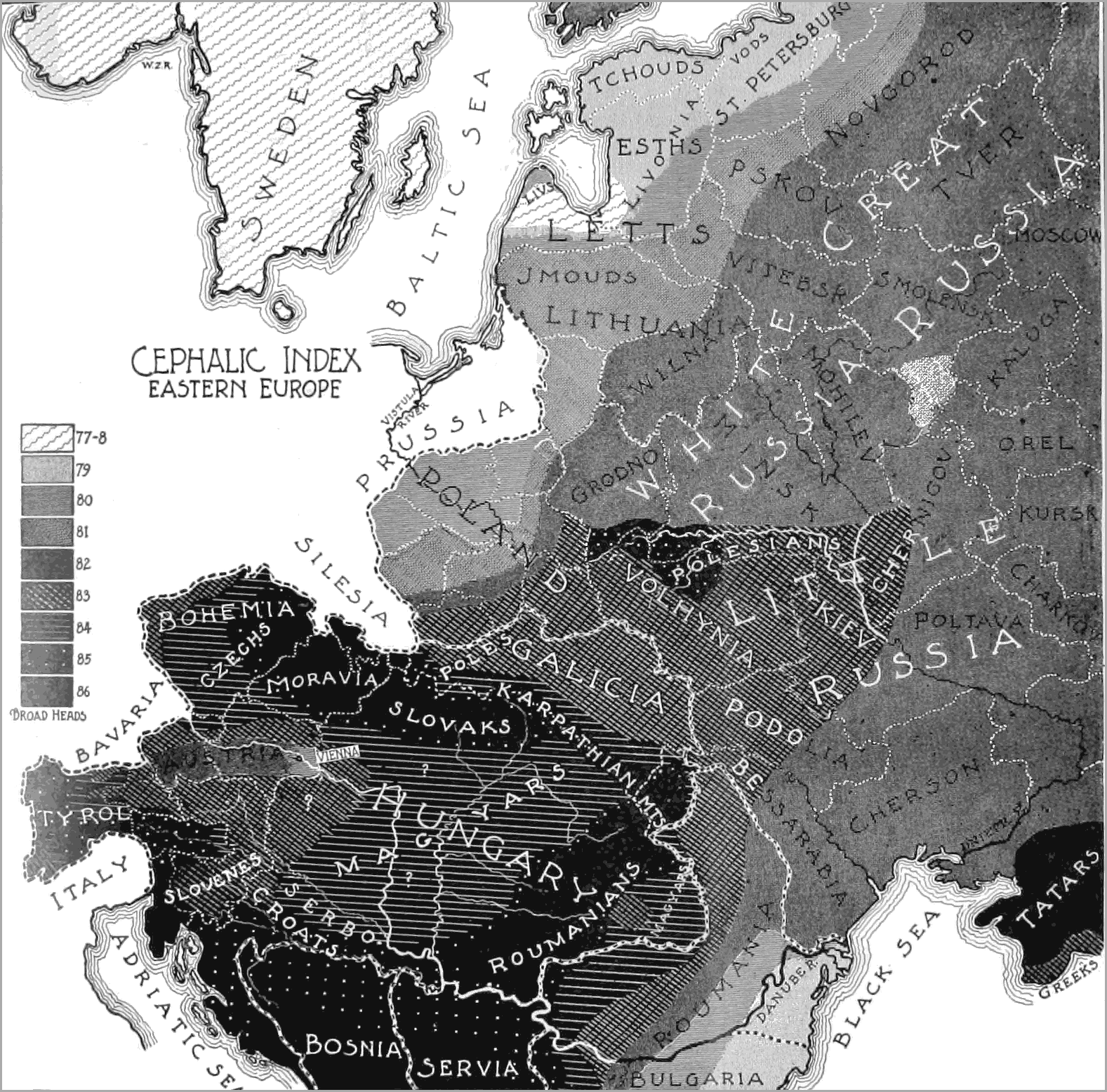
Карта черепного індексу східної Європи (1898)

Черепний індекс (черепний показник) — антропологічний показник форми черепа, є відношенням його поперечного діаметра до поздовжнього, помноженим на 100. Одна з найважливіших расових ознак. Термін був уведений шведським антропологом Андерсом Ретціусом (1796–1860), і спочатку використовувався для класифікації палеоантропологічних знахідок на території Європи.
Виміри черепного показника проводяться такими замірами:
- Вимір поздовжнього діаметра (довжини) черепа від точки глабелла (glabella) до точки опістокраніон (opisthokranion).
- Вимір поперечного діаметра (ширини) черепа між точками еуріон (euryon).
- Обчислення відношення поперечного діаметра черепа до поздовжнього.

## Градації

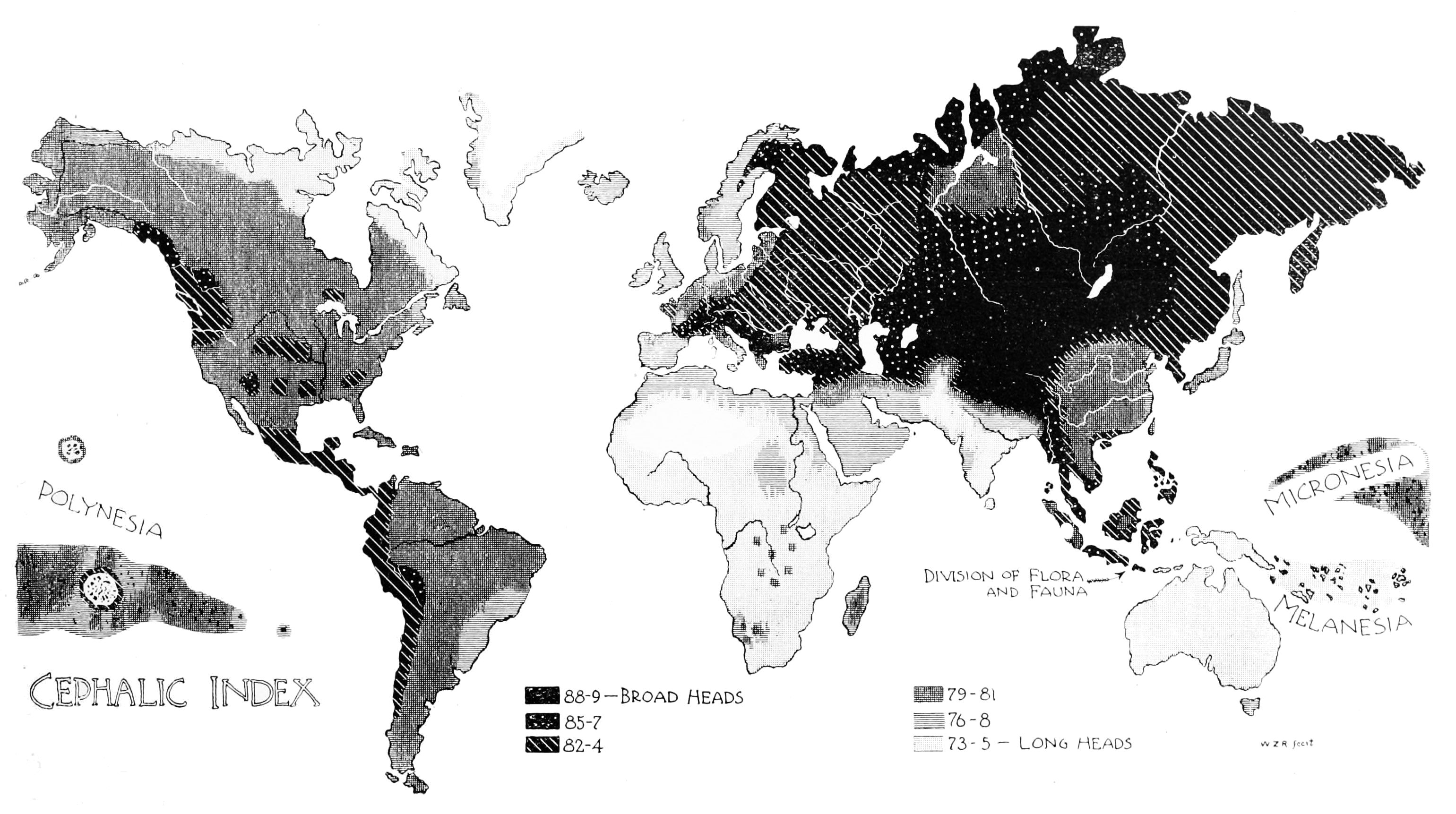
Карта черепного індексу світу (1896)

Черепний індекс маєї три основних градації: брахі-, мезо- і доліхокранія.
- Брахікефалія (дав.-гр. βραχύς — короткий і κεφαλή  — голова) (короткоголовість) — співвідношення довжини і ширини голови, при якій ширина становить більше як 80,9 % довжини. До брахіцефалів традиційно зараховують балтидів, альпінідів і динаридів.
- Мезокефалія (дав.-гр. μέσος — середній) — градація черепного індекса (76—80,9 %), характеризує помірно довгий і широкий череп.
- Доліхокефалія (дав.-гр. δολιχός — довгий, яйцеголовий) — форма голови, при якій співвідношення максимальної ширини голови до максимальної довжини становить 75,9 % і нижче. Відповідає доліхокранії при вимірюванні цих розмірів на черепі людини (черепний покажчик 74,9 % і нижче). До доліхоцефалів традиційно відносять представників нордичної та середземноморської рас, євреїв.

| Жінки        | Чоловіки     | Градація      | Значення          | Варіанти назви          |
| ------------ | ------------ | ------------- | ----------------- | ----------------------- |
| < 75 %       | < 75,9 %     | доліхокефалія | довгоголовість    | доліхокранія            |
| 75 % до 83 % | 76 % до 81 % | мезокефалія   | середньоголовість | мезокранія, мезоцефалія |
| > 83 %       | > 81,1 %     | брахікефалія  | короткоголовість  | брахікранія             |